# カロライナ・ドッグ
カロライナ・ドッグ（英：Carolina Dog）とは、アメリカ合衆国原産の野生暮らしをしている犬種である。犬種名の「カロライナ」というのはもともと原産地名ではなく、生き残った最後の個体が生息している地域名にちなんでつけられたものである。別名はノース・アメリカン・ディンゴ（英：Noth American Dingo）、現地でのあだ名は黄色い老犬という意味のオールド・イエラー（英：Old Yeller）。

## 歴史
古来から存在していた犬種で、もともとアメリカ北部のネイティブアメリカンによって飼育されていたイエイヌである。これが逃げ出したり、飼い主であるネイティブ・アメリカンの迫害によって取り残されたりして野良となり、独自に進化を遂げて犬種として発展したものである。自力で獲物を調達して生き抜くたくましい犬で、かつてはよく見られたが、生息地が次々と開発されることにより頭数が減少した。最後に生き残ったのはサウスカロライナ州のサヴァナ川地区だけで、絶滅が心配されていた。
しかし、野生のカロライナ・ドッグを研究・保護する生物学教授が現れることによって絶滅の危機から脱することができた。サヴァナ川地区の立ち入りは禁止され、持ち帰られた仔犬をもとにブリーディングも行われるようになった。研究材料として飼育されているカロライナ・ドッグの一部は一般の人の手にも渡り、ペットとしても飼育されている。サヴァナ川地区の野生生活を送っているカロライナ・ドッグも厳重に保護されていて、時々学者や専門家が立ち入って生態を調査している。
保護は厳重だが現在でも希少な犬種の一つで、アメリカ合衆国以外ではほとんど飼育されていない。例外はカナダのみで、アメリカとの国境地帯に在住している人によって数頭が飼育されている。

## 特徴
容姿は異名のとおり、ディンゴに似ている。筋肉質の引き締まった体つきで、立ち耳、飾り毛の少ない垂れ尾を持つ。コートはショートコート若しくはスムースコートで、毛色はイエロー・ジンジャーやレットなど。中型犬サイズで、性格は忠実だが内向的で警戒心が強い。身体能力は高く、運動量も多い。

## 参考
『デズモンド・モリスの犬種事典』デズモンド・モリス著書、福山英也、大木卓訳 誠文堂新光社、2007年